# 赤井官衙遺跡群
赤井官衙遺跡群（あかいかんがいせきぐん）は、宮城県東松島市赤井および矢本上沢目にかけて分布する、古代陸奥国牡鹿郡の郡衙に関連する遺跡群。牡鹿郡衙と城柵（牡鹿柵）を兼ねる赤井官衙遺跡と、郡家の墓所と見られる矢本横穴墓群からなる。「赤井官衙遺跡群 赤井官衙遺跡 矢本横穴」の名称で、2021年（令和3年）3月26日に国の史跡に指定された。

## 概要

### 赤井官衙遺跡
赤井官衙遺跡、または赤井遺跡は、石巻平野西部に位置し、石巻湾に沿って形成された海抜2メートルほどの浜堤帯上に立地する。宮城県の遺跡番号は「67028」、周知の埋蔵文化財包蔵地としては、縄文時代晩期から平安時代までの遺構・遺物を包含する複合遺跡である。1986年（昭和61年）から本格的な発掘調査が開始され、2024年（令和6年）現在で30000平方メートルの範囲が調査されている。

#### 遺跡の変遷
赤井の古代集落は、在地集団による竪穴建物や掘立柱建物からなる小規模な集落として、古墳時代前期の4世紀に出現し、7世紀前半に至るまで継続した。出土する土器は在地系のものであるが、古墳時代後期の6世紀段階には、関東地方の鬼高遺跡（千葉県市川市）を標式遺跡とする鬼高式系土師器がわずかに含まれるため、関東との地域間交流も行われていた。
飛鳥時代の7世紀中頃になると、関東系土師器が集落で使われる土器の主体となり、関東地方からの大規模な移住が看取され、以降、在地住民と共存する形で移住者主体の集落が成立した。さらに7世紀末頃にかけて、集落の周囲が溝と木塀で囲まれるようになり、城柵の初期段階とも考えられている囲郭集落（いかくしゅうらく）が成立する。
飛鳥時代末から奈良時代の開始期にあたる8世紀初頭になると、それまでの囲郭集落が廃絶し、大規模な区画の改変が行われる。全長200メートルを超える運河状の大溝のほか、遺跡範囲の西端域に大形の高床建物群（正倉）が建ち並び、中央域には有力者の居館と見られる大形掘立柱建物が造営されるようになる。これらは役人の居館と考えられており、官衙遺跡としての様相が形成された。なお、政治の中枢となる建物（政庁）の遺構は2024年（令和6年）現在、未検出である。また、遺跡範囲の縁辺部に木塀が巡り、城柵的機能も確認された。
官衙・城柵の建物群は、8世紀を通じて何度かの火災に遭いつつ再建・造営されるが、平安時代に入った9世紀前葉、蝦夷征討の終焉と共に官衙建物群も衰退・廃絶してゆき、終焉を迎えた。

#### 古代の牡鹿郡衙と城柵
飛鳥時代後半から奈良時代・平安時代初頭にかけての東北地方（奥羽）では、統治領域の拡大を目指す律令政府（ヤマト王権）による進出が進み、進出地域には国・郡制が敷かれ、それぞれの統治機関（役所）として国衙（国府）と郡衙（郡庁）が置かれた。また関東地方以西の住民を東北地方に移住させ集落を形成した。さらに非支配領域の住民＝蝦夷の居住域との境界地域には軍事拠点としての機能をもつ城柵が造営された。
『続日本紀』天平9年（739年）4月条には、陸奥国に牡鹿柵・色麻柵・玉造柵・新田柵の4柵および名称不明の1柵からなる5箇所の城柵（天平五柵）が造営された記事が見え、赤井官衙遺跡は、牡鹿郡の郡衙であり、かつ牡鹿柵をも兼ねていたと考えられている。
これらの郡衙と城柵の経営にあたったのは、上総国東部の伊甚屯倉の耕作民であった丸子氏に出自を持つ道嶋氏と考えられている。同氏は、764年（天平宝字8年）の藤原仲麻呂の乱で武功をあげて立身した道嶋嶋足を筆頭に、牡鹿郡の役人（郡家）として対蝦夷の戦闘などに参加し『続日本紀』や『日本後紀』に度々登場する。7世紀中頃から9世紀前葉にかけての赤井官衙遺跡の盛衰は、これらの史料で道嶋氏の活動が確認される時期と重なっており、8世紀代を中心に同氏が運営した牡鹿郡衙の動向が考古学的に捉えられたものと理解されている。

### 矢本横穴
矢本横穴、または矢本横穴墓群は、赤井官衙遺跡の南西約5キロメートルに位置し、丘陵東向き斜面に造営された横穴墓群である。確認されているだけで113基の横穴墓が、斜面中腹に1.5キロメートルにわたり分布している。
これまでの発掘調査により、玄室構造が千葉県上総地域東部に見られる「高壇式横穴墓（こうだんしきよこあなぼ）」とよく似た形態であることや、副葬品として装飾付大刀や、役人のベルトである革帯（かたい）、墨書土器など、官衙関連遺物が出土している。また、造営された期間が、7世紀中頃の赤井官衙遺跡における関東地方からの大規模移民の入植期に始まり、9世紀の衰退と共に終焉することから、矢本横穴は、道嶋氏と、それに従って入植した千葉県東部からの移民たちの墓域であると考えられている。

## 史跡指定
赤井官衙遺跡と矢本横穴墓群は、古代の牡鹿郡の郡衙・城柵・集落と、それらを運営した氏族らの墓所という関係性をもち、『続日本紀』などの文献にみえる歴史的事象を考古学の面からも捉えることが出来る遺跡として評価され、2021年（令和3年）3月26日に国の史跡に指定された。